# Surinaamse parlementsverkiezingen 1951
De Surinaamse parlementsverkiezingen in 1951 vonden plaats op 14 maart. Tijdens de verkiezingen werden de leden van de Staten van Suriname gekozen. De winnaar van deze verkiezingen was de Nationale Partij Suriname (NPS). De verkiezingen werden geboycot door de groep ex-NPS-ers rond Gerard van der Schroeff die de regering gesteund hadden tijdens de Hospitaalkwestie en door de PSV.
Jacques Drielsma trad aan als premier van Suriname. Voor het eind van 1952 werd hij opgevolgd door achtereenvolgens Jan Buiskool, Adriaan Alberga en Archibald Currie.

## Uitslag
| Partijen                                  | Uitslag in zetels |
| ----------------------------------------- | ----------------- |
| Nationale Partij Suriname (NPS)           | 13                |
| Vooruitstrevende Hervormings Partij (VHP) | 6                 |
| KTPI (Kaum Tani Persatuan Indonesia)      | 2                 |
| Billiton Mijnwerkers Bond                 | 0                 |
| Christelijke Partij                       | 0                 |
| Congres Partij                            | 0                 |
| Christelijke Sociale Partij               | 0                 |
| Surinaamse Landbouwers Organisatie        | 0                 |
| Paranam Mijnwerkers Bond                  | 0                 |
| Surinaamse Werknemers Organisatie         | 0                 |
| Totaal                                    | 21                |

## Parlementsleden
NPS
- Frederik Lim A Po
- Paul Kolader
- David Findlay (herkozen)
- Henk van Ommeren (herkozen)
- Johan Adolf Pengel (herkozen)
- Rudolf Bernhard William Comvalius (herkozen}
- Frederick James Alexander Murray
- Johan Kraag
- Stuart Harry Axwijk
- Emanuel Ferdinand Pierau
- James Alexander Mac May
- Huerta Milano Celvius Bergen
- Just Rens

VHP
- Jagernath Lachmon (herkozen)
- Harry Radhakishun
- Harry Francois Sewberath Misser
- Soekdew Mungra
- Khemradj Kanhai
- Ramkisoen Dewdat Oedayrajsing Varma

KTPI
- Iding Soemita (herkozen)
- Ashruf Karamat Ali (herkozen)

### Mutaties
- Guno Kletter volgde Lim A Po op bij een tussentijdse verkiezing in 1953.[2]
- F.J.A. Murray (NPS) overleed op 6 mei 1954 en na tussentijdse verkiezingen in het district Marowijne werd J.G. Sof (NPS) gekozen.

1. ↑  Edward Dew: The Difficult Flowering of Suriname. Ethnicity and Politics in a Plural Society, Paramaribo 1996, VACO Uitgeversmaatschappij, pp. 90-94
2. ↑  Dr. Kletter gekozen, Het Nieuws, 31 juli 1953